# Noble Sissle
Noble Sissle (Indianapolis, 1889. július 10. – Tampa, 1975. december 17.) amerikai dzsesszzeneszerző, szövegíró, zenekarvezető, énekes.

## Pályafutása
Noble Sissle 1917-től 1919-ig a 369. gyalogezred zenekarában őrmesterként szolgált. James Reese Europe (akit megnyilkoltak) halála után átvette zenekarát, amely 1920 előtt az egyik első dzsessz-orientált ragtime zenekar volt. Ezután Eubie Blake-kel lépett fel a „Dixie Duo” néven, és ő írta Blake számos ragtime dalának szövegét. 1922-ben sikeresek voltak a slágerlistákon Spencer Williams „Arkansas Blues” című szerzeményével, 1923-ban Alberta Hunter „Down Hearted Blues” című dalával. 1924-ben a „The Chocolate Dandies” című revüben arattak sikerert. A páros legnagyobb sikere az 1921-es Broadway-musical „Shuffle Along” volt, amelyben többek között Josephine Baker táncolt.
1925/26-ban Sissle Blake és William Thornton Blue társaságában turnézott Európában, ahol 1928-ig tartózkodott, és francia zenekarokkal lépett fel. Az 1930-as években zenekarvezetőként is tevékenykedett.
Sissle és zenekara szerepelt az 1931-es brit Pathétone Weekly-ben, amelyet Ciro londoni éjszakai klubjában forgattak. 1932-ben FFNina Mae McKinney]]-vel, a Nicholas Brothersszel és Eubie Blake-kel jelent meg a Pie, Pie Blackbird című rövidfilmben. 1931-ben zongorán kísérte Adelaide Hallt a Palace Theatre-ben (Broadway), és New York 1931-32-es világkörüli turnéja során. 1932-ben Noble Sissle and Band feltűnt a Vitaphone "That's the Spirit" című filmben.
A fiatal Lena Horne 1935-ben tette meg első próbálkozásait Noble Sissle zenekarával – amelyben Sidney Bechet, Buster Bailey, Bill Coleman és Tommy Ladnier is játszott. Sissle 1938-tól 1950-ig elkötelezte magát a New York-i Billy Rose Diamond Horseshoe klubban. Sissle dolgozott Lena Horne-nal és Duke Ellingtonnal. Barátja volt Ethel Watersnek, Cab Calloway-nek és Nat King Cole-nak.
Az 1940-es években az „I'm Just Wild About Harry” című műsor keringője Harry S. Truman kampánydala volt. 1953-ban játszott Dwight D. Eisenhower beiktatásán.
Noble Sissle a Broadway sztárja volt.

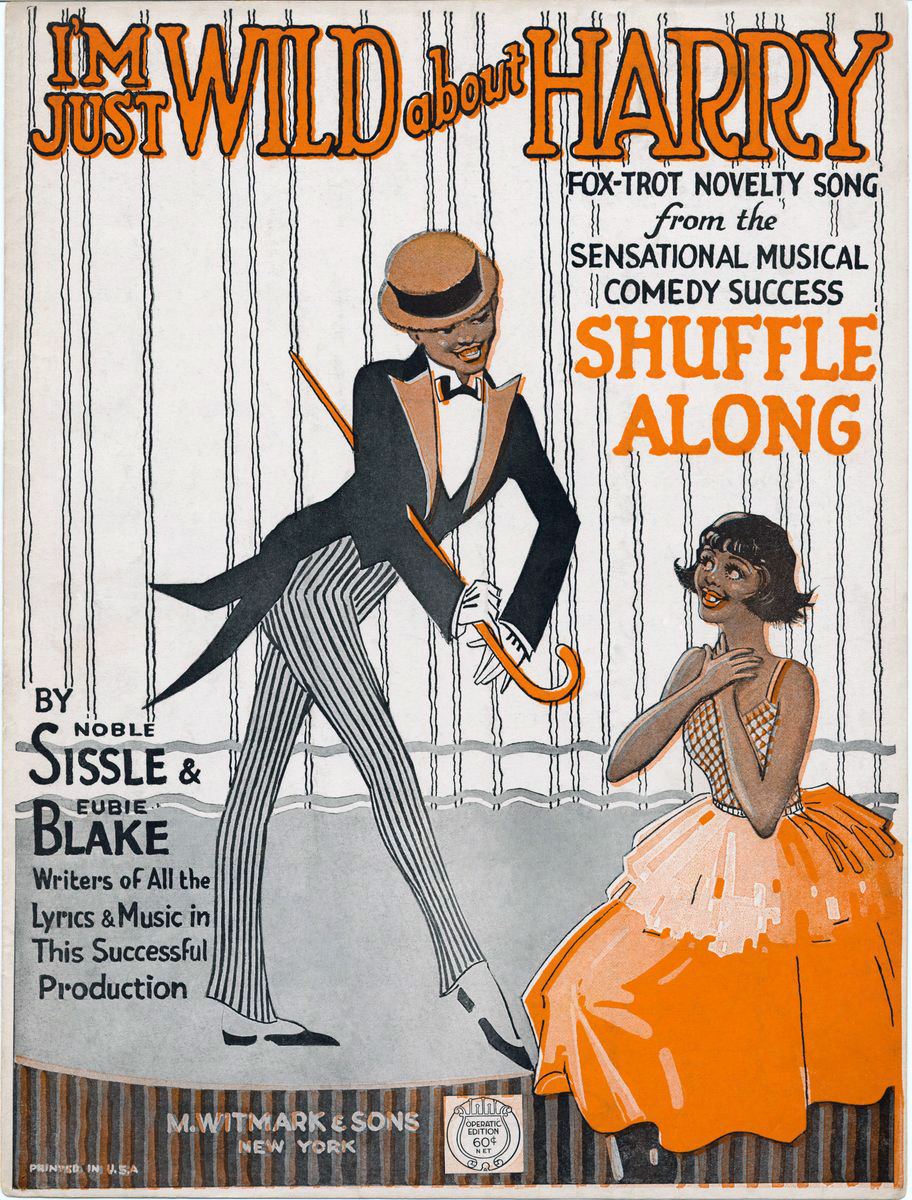
Az „I'm Just Wild About Harry” című Noble Sissle − Eubie Blake musical kottájának címlapja; 1921